# Jan Cottaar

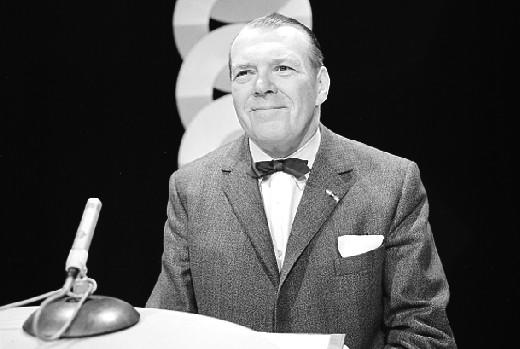
Jan Cottaar

Johannes Hendricus Marie (Jan) Cottaar (Delft, 6 maart 1915 -  Leiderdorp, 21 juli 1984) was een Nederlands journalist, presentator en directeur van het NOC.
Hij begon zijn journalistieke loopbaan bij de Nieuwe Delftse Courant en werd in 1938 sportredacteur bij het katholieke dagblad De Tijd in Amsterdam. Vanaf 1946 hield hij voor de KRO een wekelijks radiopraatje. In 1952 werd hij sportredacteur van de Nieuwe Rotterdamse Courant en vanaf 1958 maakte zijn eigen televisieprogramma voor de KRO "Van Onze Sportredacteur". 
Hij werd het bekendst als wielerverslaggever. Van 1949 tot 1959 versloeg hij de Tour de France voor de KRO-radio. Dat was de periode van de eerste grote Nederlandse successen in de Tour, met renners als Wim van Est en Wout Wagtmans. De deskundige en enthousiaste verslagen van Cottaar kregen dan ook grote populariteit.
Op 10 september 1950 presenteerde hij het eerste voetbalverslag voor de experimentele televisie-uitzendingen van Philips. Later werd hij de eerste presentator van het sportprogramma Sport in Beeld, de voorloper van Studio Sport. Met zijn onafscheidelijke vlinderdas was hij een van de bekendste verschijningen in de beginjaren van de Nederlandse televisie.
In de jaren zestig beëindigde hij zijn journalistieke carrière en trad hij in dienst van het Nederlands Olympisch Comité. Van 1970 tot 1974 was hij hiervan directeur.

## Publicaties
- Het sportboek van de jeugd (1947)
- De gestolen reportage (detectiveroman) (1949)
- 10x Tour (1960)
- Carrière op een racefiets (over loopbaan Gerrit Schulte)
- Arme Kampioen (geromantiseerde levensgeschiedenis van Jaap Eden)
- De troostprijs is een gele trui (over de Italiaanse wielrenners Coppi en Bartali) (1962)
- Gouden Boek Nederlands Olympisch Comité (1962)
- Van Olympus tot Fujijama (geschiedenis Olympische Spelen) (1964)
- Finish in Parijs - Geschiedenis van de Tour de France (1964)
- Glorie van de sport (1967)
- Olympische Spelen nu (1980)
- Gele trui tegen wil en dank (1981)